# Epicauta rehni
Epicauta rehni är en skalbaggsart som beskrevs av Maydell 1934. Epicauta rehni ingår i släktet Epicauta och familjen oljebaggar. Inga underarter finns listade i Catalogue of Life.